# Villafalletto
Villafalletto, és un petit poble italià de la província de Cuneo al Piemont.
Ubicat a 15 km. nord-est de la ciutat de Cuneo, ubicat a la vora dreta del riu Maira, afluent per la dreta del Po; 2.004 habitants (31 de desembre de 2007). Estació de la línia de ferrocarril de Cuneo a Saluces.
En aquest poble va néixer Bartolomeo Vanzetti, anarquista famós pel judici Sacco i Vanzetti.